# Saussay (Seine-Maritime)
Saussay ist eine französische Gemeinde mit 379 Einwohnern (Stand: 1. Januar 2022) im Département Seine-Maritime in der Region Normandie. Die Gemeinde gehört zum Arrondissement Rouen und zum Kanton Yvetot. Die Bewohner werden Saussayais und Saussayaises genannt.

## Geografie
Saussay liegt im Zentrum des Départements, etwa 24 Kilometer nordnordwestlich von Rouen. Nachbargemeinden von Saussay sind Ectot-l’Auber im Norden, Ancretiéville-Saint-Victor im Nordosten, Émanville im Osten und Südosten, Limésy im Süden, Auzouville-l’Esneval im Westen sowie Saint-Martin-aux-Arbres im Nordwesten.

## Bevölkerungsentwicklung
| Jahr                       | 1962 | 1968 | 1975 | 1982 | 1990 | 1999 | 2006 | 2013 | 2020 |
| Einwohner                  | 226  | 224  | 168  | 214  | 270  | 307  | 322  | 361  | 366  |
| Quellen: Cassini und INSEE |      |      |      |      |      |      |      |      |      |

## Sehenswürdigkeiten
- Pfarrkirche Saint-Martin aus dem 18. Jahrhundert
- Schloss Saussay, 1721 erbaut
- Herrenhaus Vermanoir

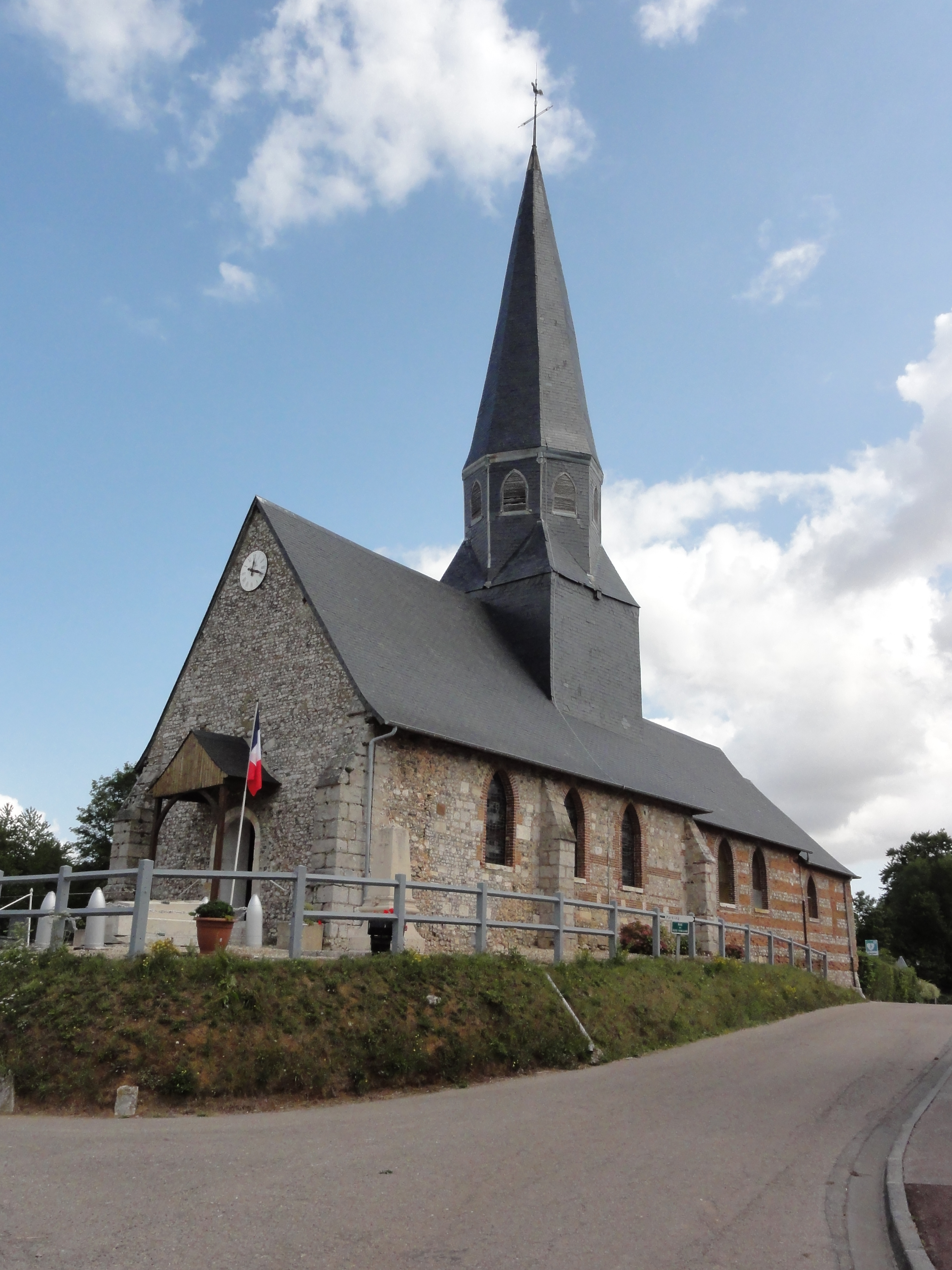
Pfarrkirche Saint-Martin
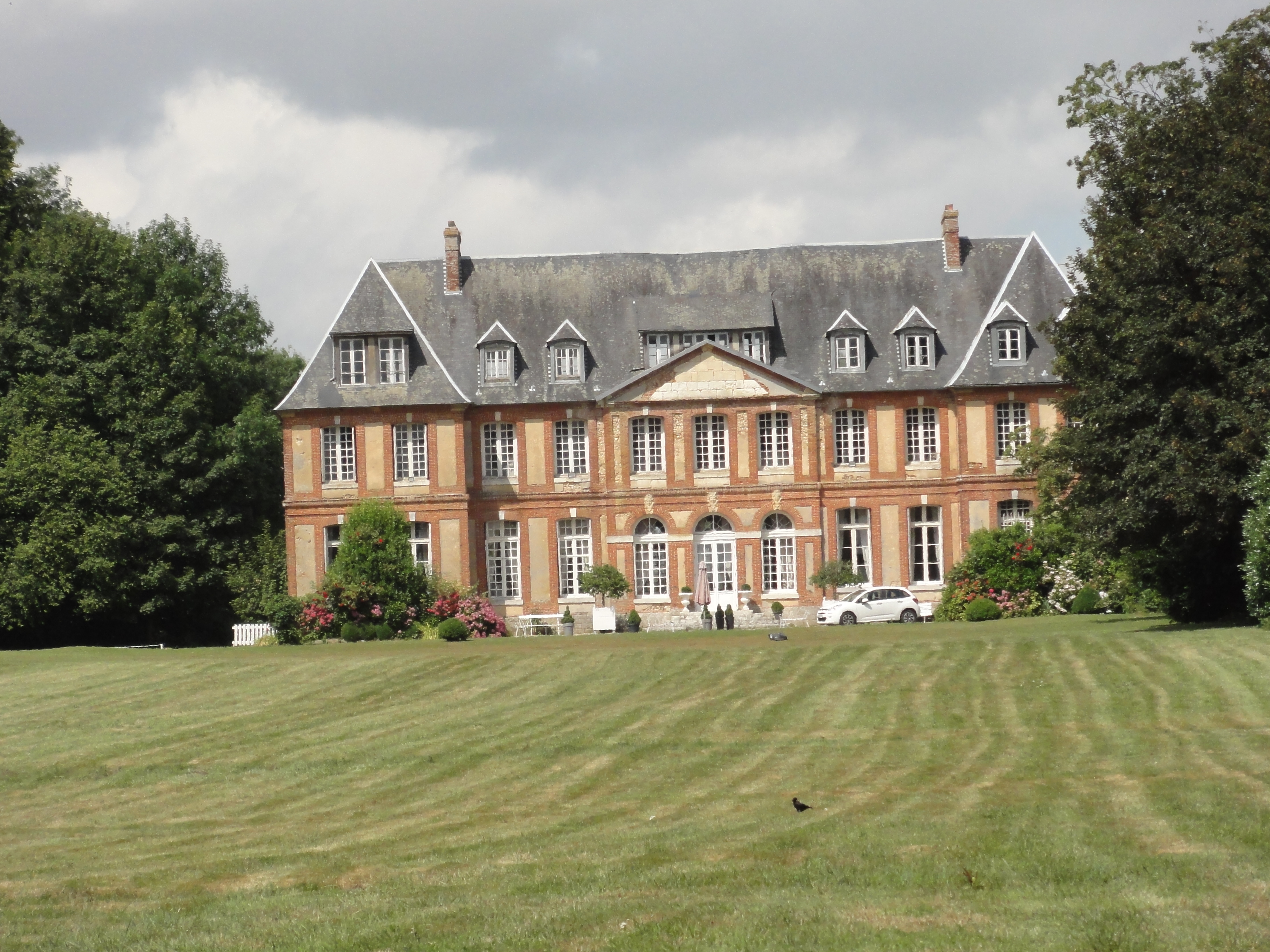
Schloss Saussay